# Pörtschacher Marmor

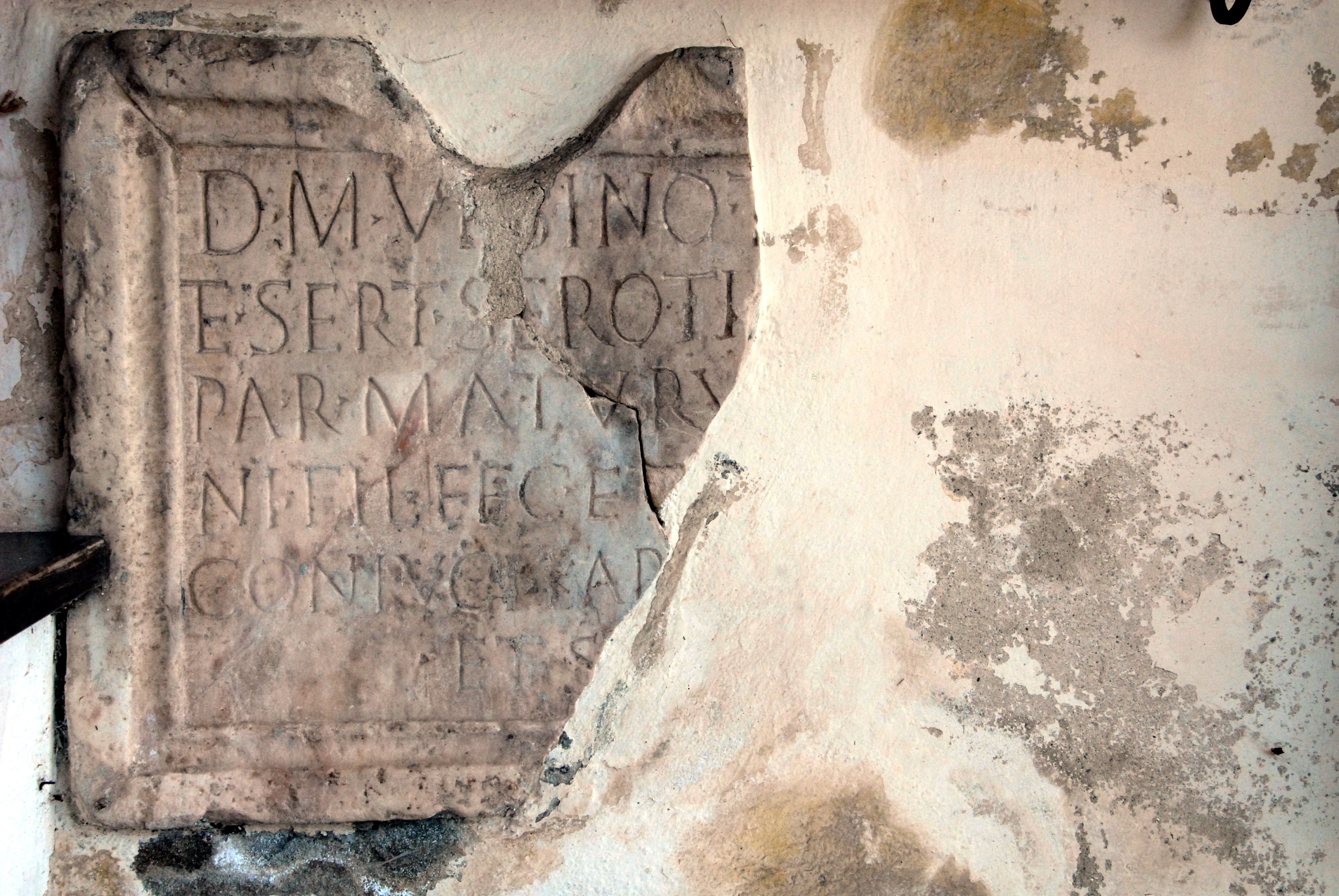
Techelsberg: Römische Grabinschriftplatte aus Pörtschacher Marmor in der Vorhalle der Pfarrkirche in Sankt Martin

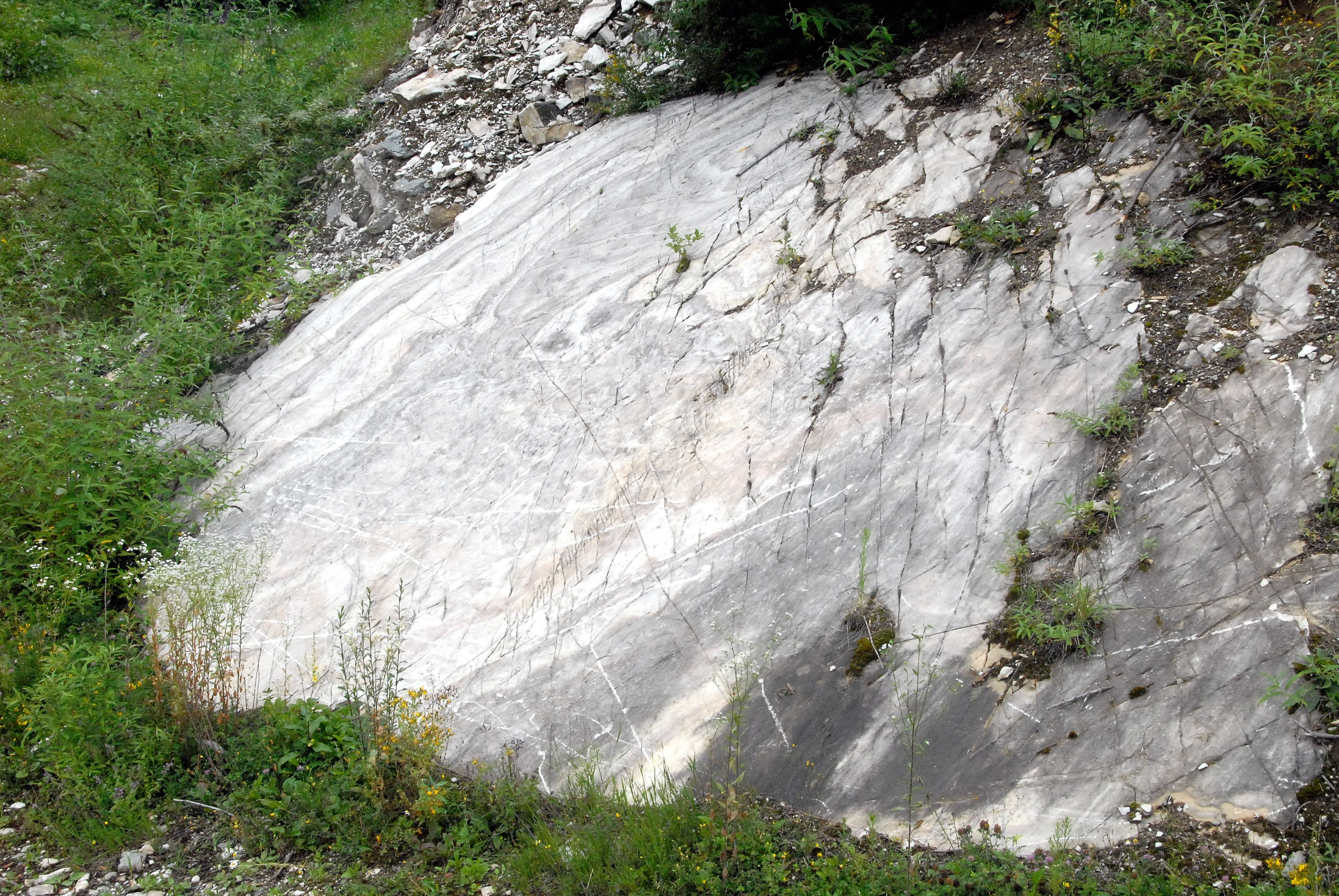
Heute noch sichtbares Marmorvorkommen in Sekull

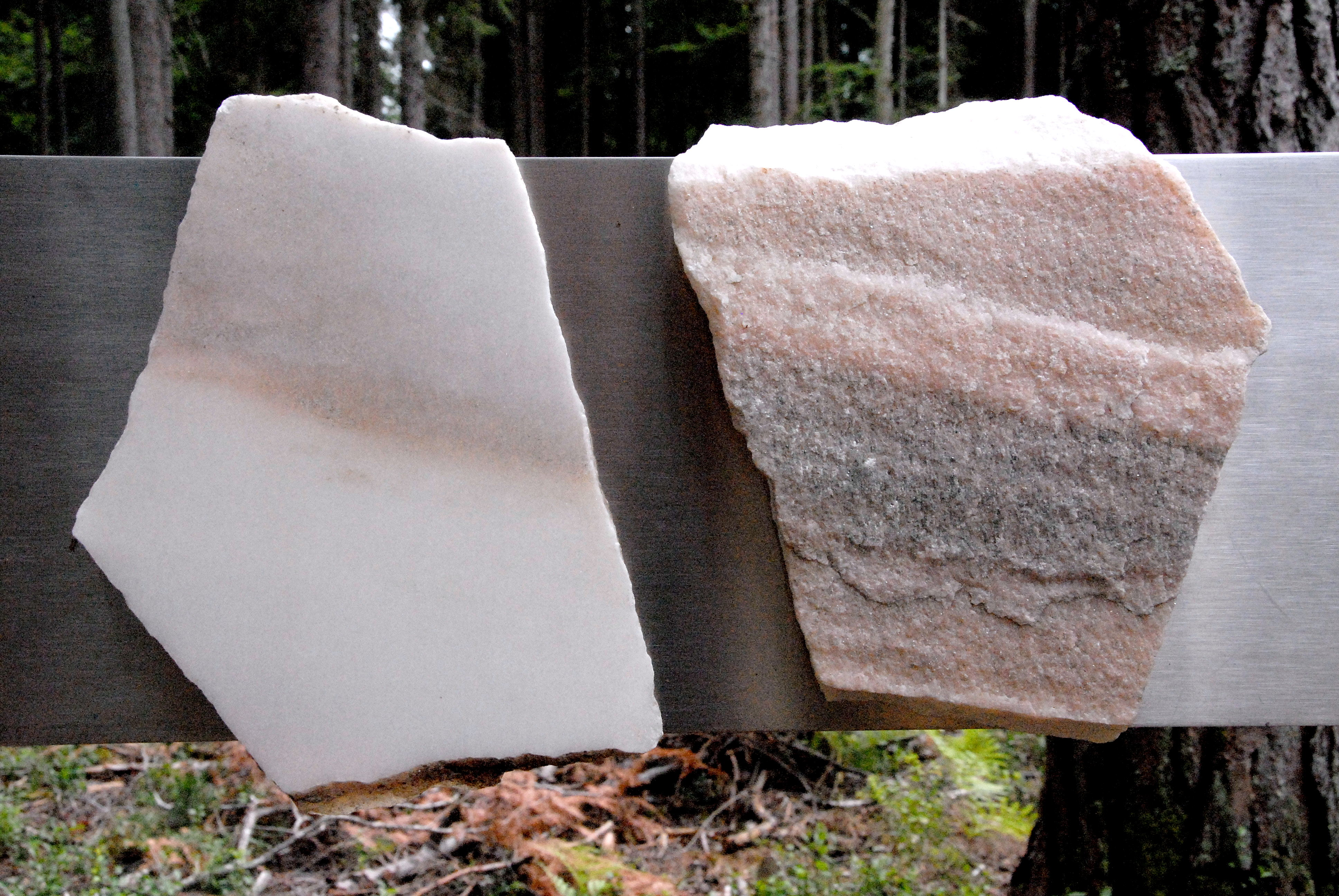
Muster von Pörtschacher Marmor in Sekull

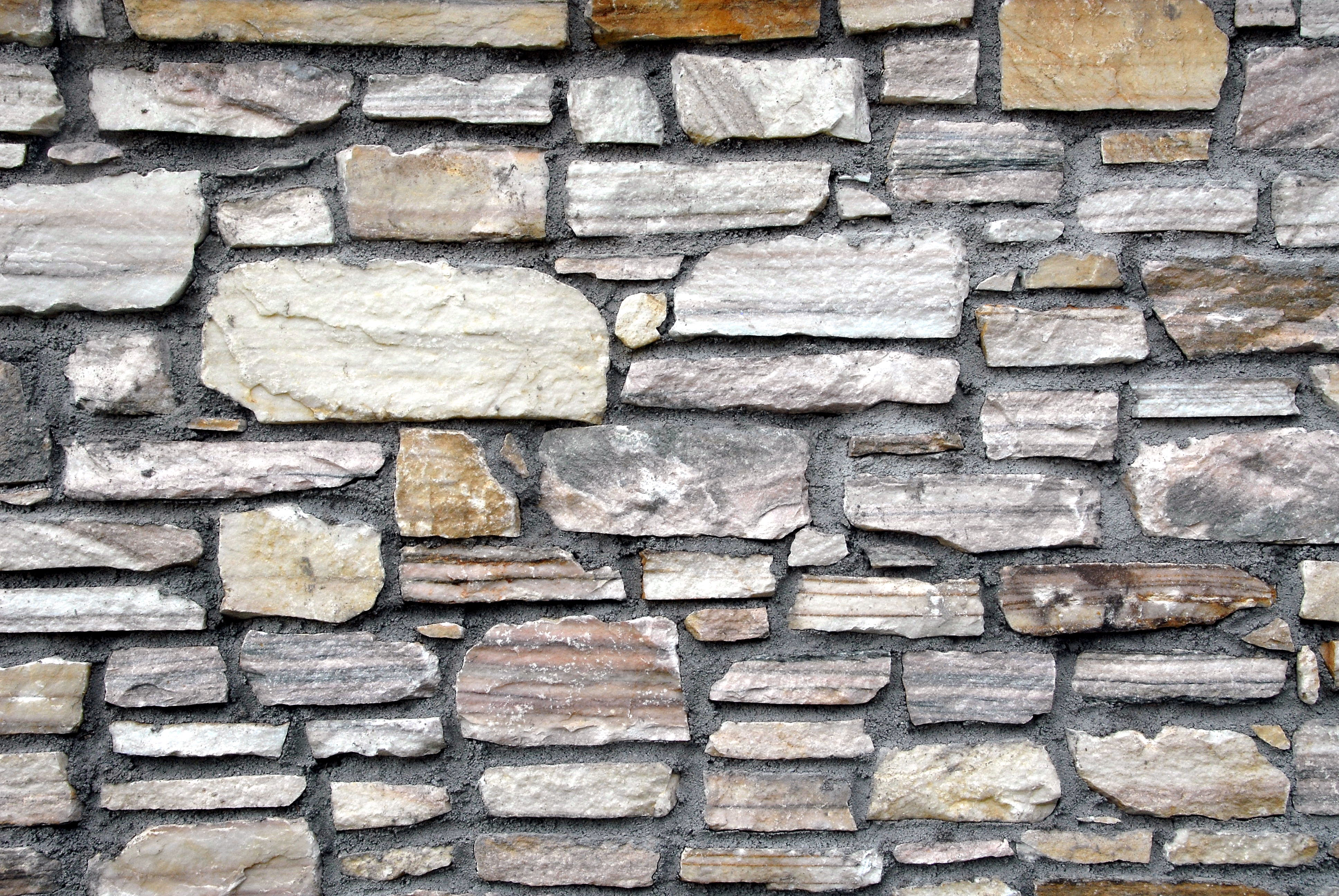
Stützmauer aus Pörtschacher Marmor

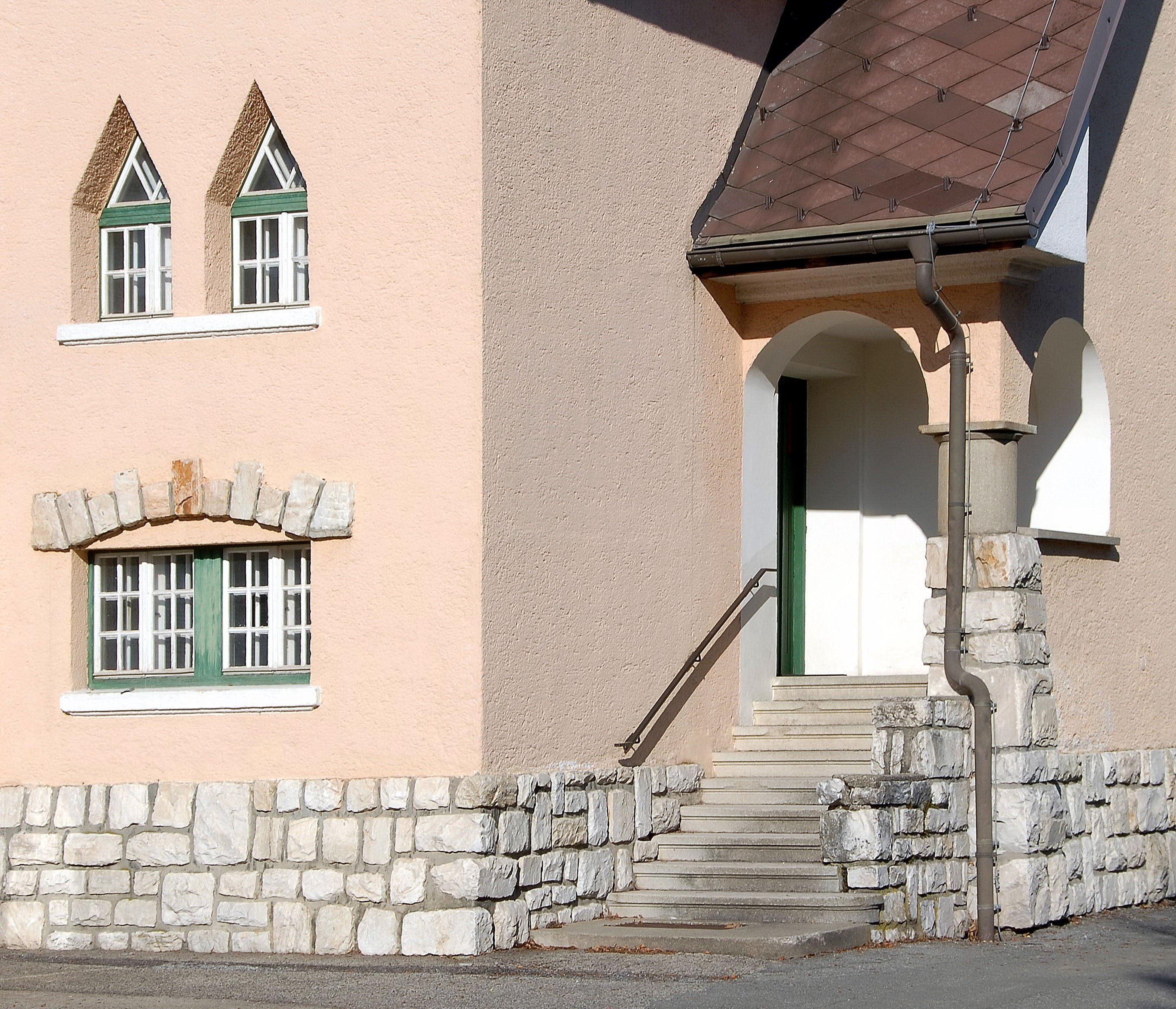
Eingangsbereich des Veldener Feuerwehrhauses (Architekt Franz Baumgartner)

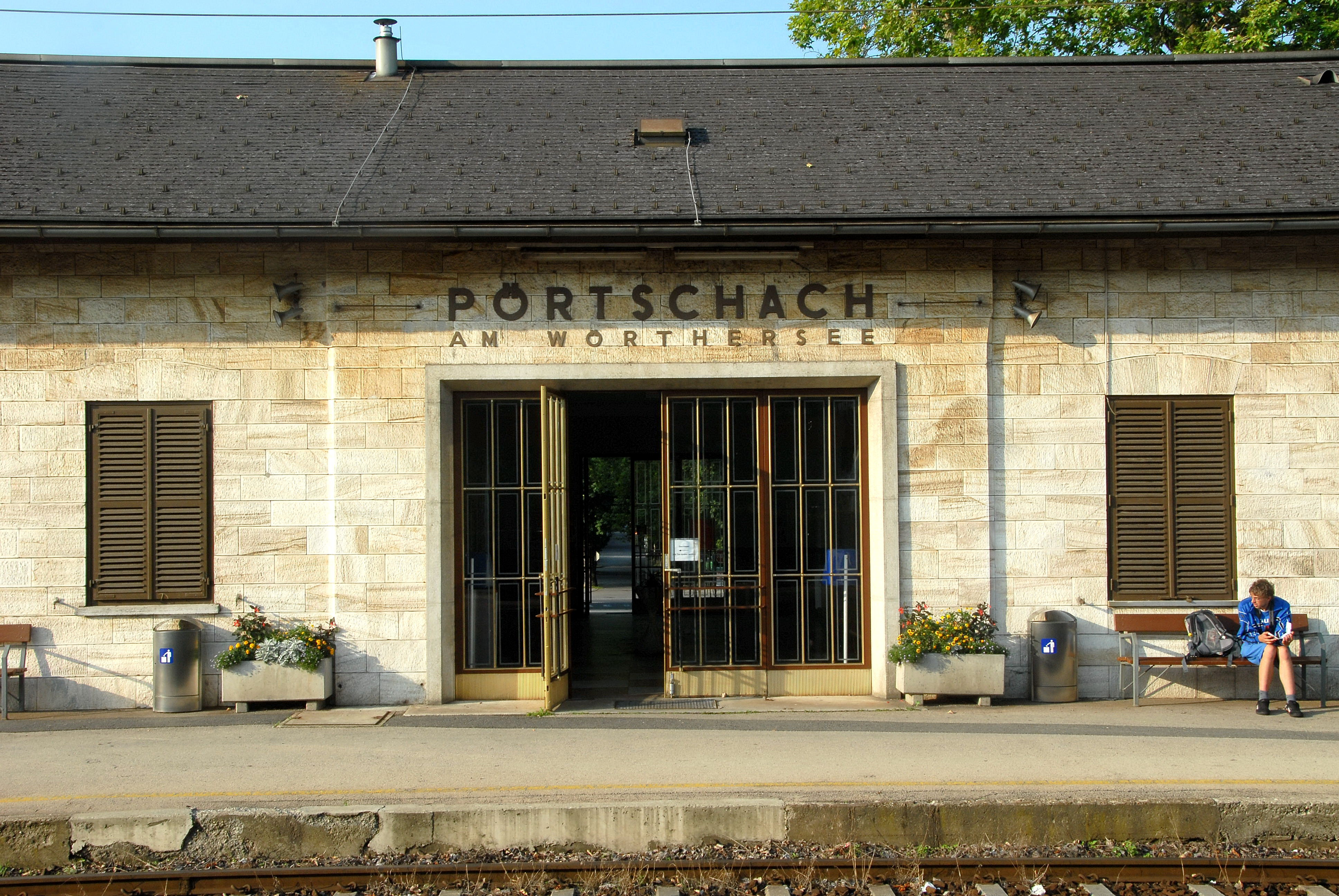
Pörtschacher Bahnhofgebäude aus Töschlinger Marmor

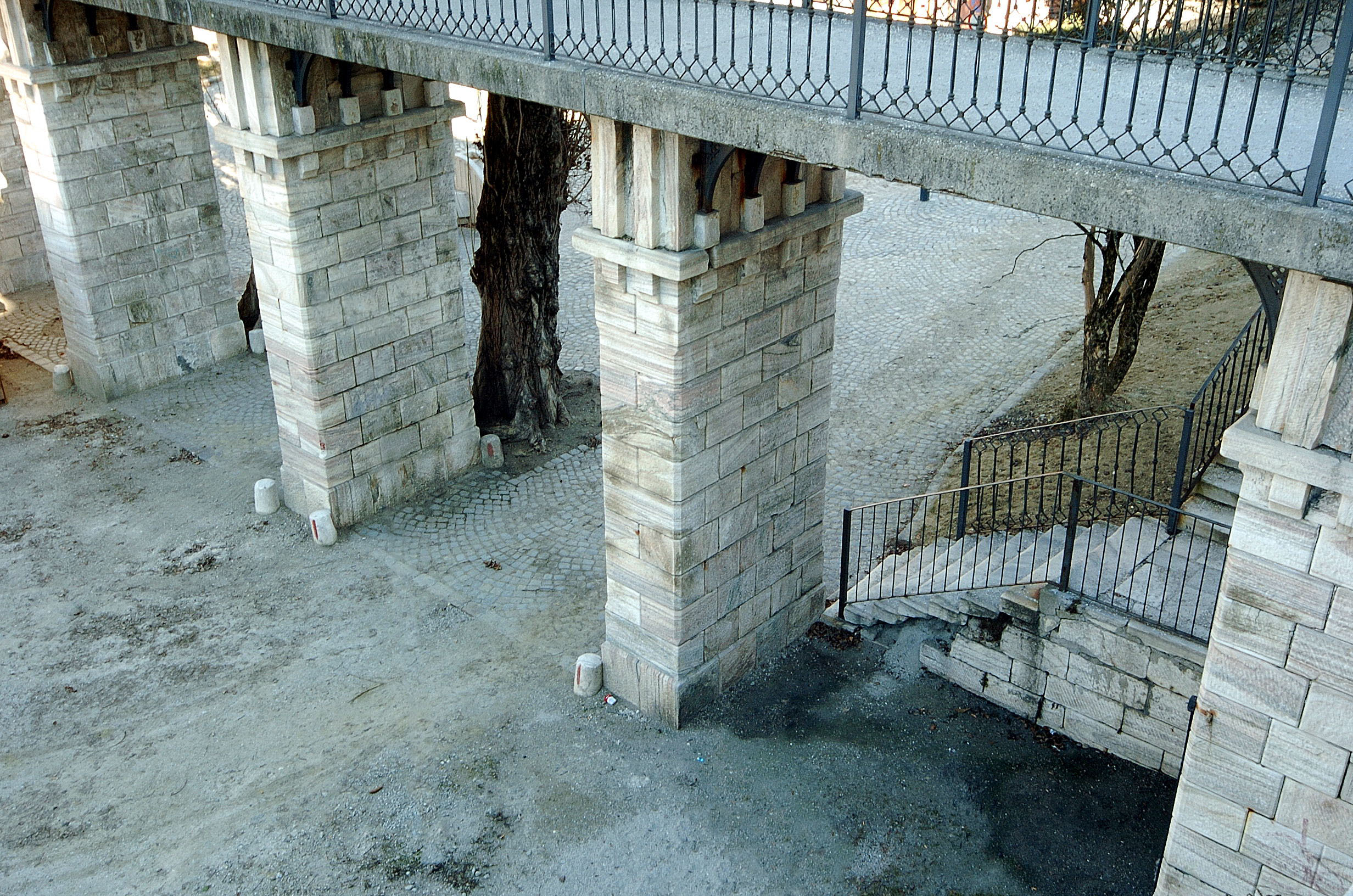
Elisabethbrücke (1855–56) im Lendhafen, Klagenfurt, Baumeister Domenico Venchiarutti

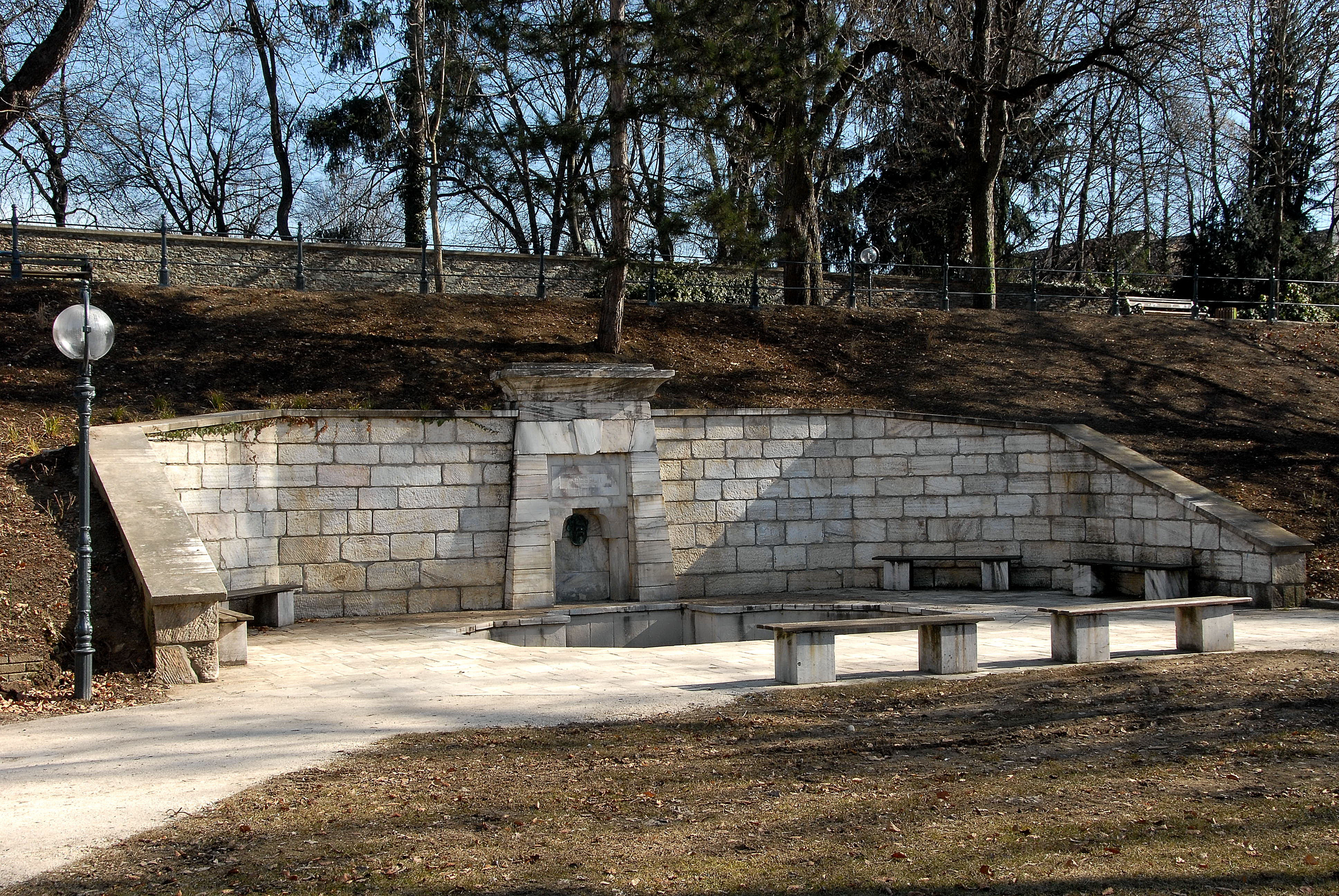
Fluderbrunnen (1859) im Schillerpark, Klagenfurt

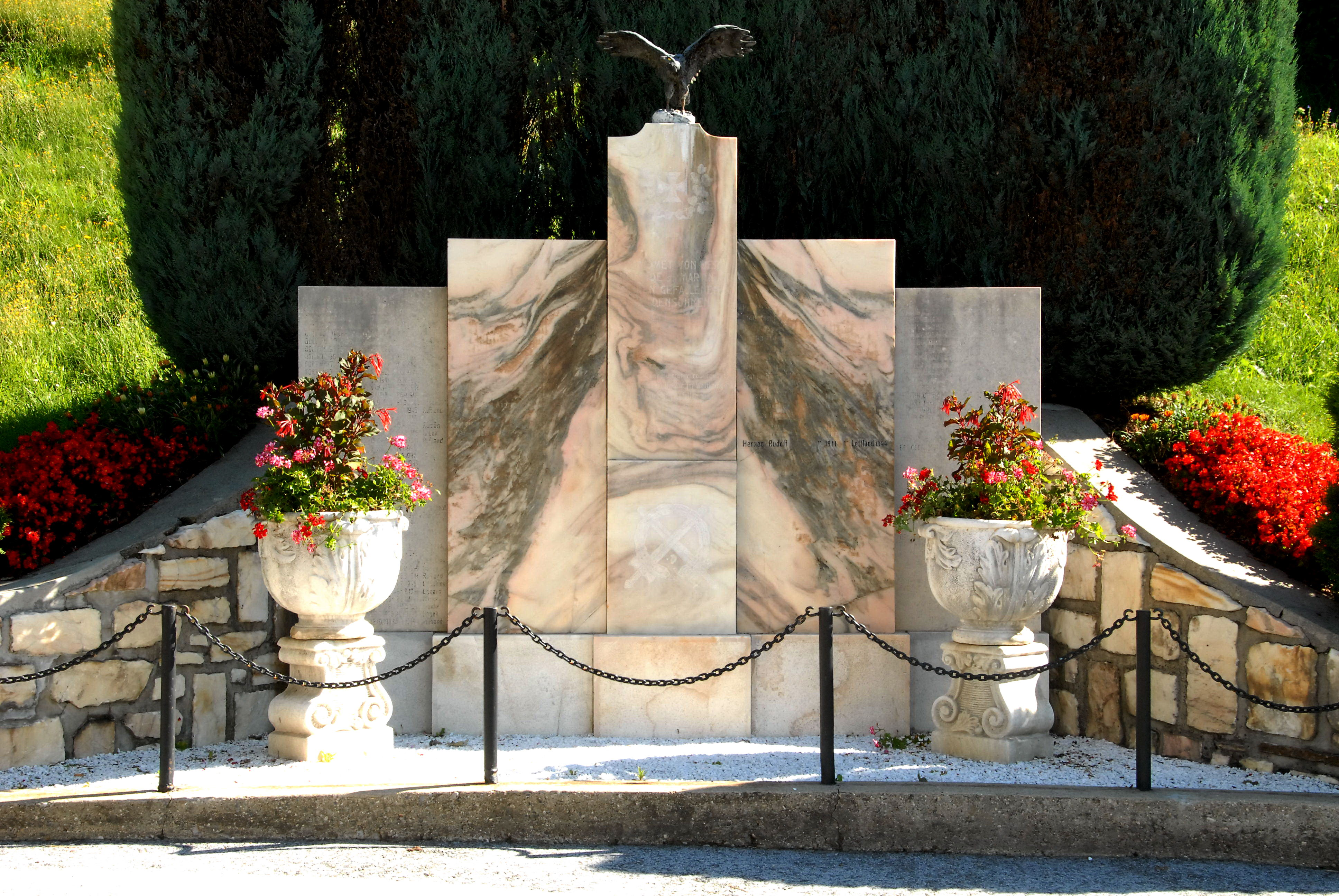
Techelsberg: Kriegerdenkmal mit typischem Erscheinungsbild des Pörtschacher Marmors

Pörtschacher Marmor wurde eine Gruppe von Marmorsorten genannt, die als Material für Bauten, Denkmäler, Grabmonumente, Mauern und Pflasterungen seit langer Zeit abgebaut und ein begehrter Marmor in ganz Mittelkärnten waren. Die verwendeten Natursteine der jeweiligen Vorkommen sind sich so ähnlich, dass sie nur im Ausnahmefall einem bestimmten Steinbruch zugeschrieben werden können, es sei denn, es liegen schriftliche Unterlagen vor. Der Felsblock aus Marmor erstreckt sich über eine Länge von 8 km und einer Breite von 2 km über die Ortschaften Töschling, Pavor, Sekull und Tibitsch, die zur Gemeinde Techelsberg, im österreichischen Bundesland Kärnten gehören. Die Bezeichnung Pörtschacher Marmor umfasst als Sammelbegriff mehrere Vorkommen, die wiederum eigene Sortennamen tragen.
In der Region existieren römische Abbaustellen bei Tentschach und Mögrach.

## Geologie und Petrographie
Das Marmorvorkommen im Raum von Pörtschach-Töschling sowie das von Annenheim bei Landskron wurde 1906 geologisch-petrographisch von Paul Egenter erstmals beschrieben und die technische Verwendbarkeit und Petrographie von Alois Kieslinger im Jahre 1956. Egenter irrte, denn der Sillimanit in dem zum Annenheimer Marmor angrenzenden Granatglimmerschiefer entspricht dem Bucholzit (Sillimanit) von Moosburg und der Pörtschacher Marmor wird nicht von einem Graphitphyllit, sondern von einem phyllonitischen Glimmerschiefer begrenzt.
Die Grenze zum Glimmerschiefer ist tektonisch bestimmt; das Marmorvorkommen wurde zusammen mit dem Glimmerschiefer verfaltet, und infolge verschiedener Härte-Anisotropie (Unterschiede) herrschte an der Grenze besonders starke Bewegung (Phyllonitisierung). Die Marmorlagen sind quarzhaltig, enthalten Muskovit, den Hellglimmer, und werden häufig von reinen Quarziten begrenzt (z. B. westlich unmittelbar unter der Ruine Eichelberg). Im Osten geht der Pörtschacher Marmor in eine grünschieferreiche Zone über.
P. Kahler hat 1931 hat eine Marmor-Typentrennung für Vorkommen südlich des Wörthersees, sowie für die Marmorvorkommen der Ossiacher Tauern vorgenommen:
- Marmore des gut erhaltenen Kristallins
- Marmore mit interner Verfaltung
- triassische Marmore
- Marmore unsicheren Alters (wahrscheinlich Triasmarmore)

Nördlich des Wörther Seetales sind nur die beiden ersten Typen vertreten.
Kahler ordnete den Pörtschacher Marmor, die Vorkommen um Sternberg, Annenheim sowie den ersten Steinbruch westlich Ortschaft Tauern und möglicherweise Marmorbänder in den nicht genügend aufgeschlossenen Nordhängen der Ossiacher Tauern dem erstgenannten Marmortyp zu. Ferner können die Marmortypen im Gelände durch ihre unterschiedlichen tektonischen bzw. lithostratigraphischen Lagebeziehungen und Mächtigkeiten unterschieden werden.

## Steinbrüche
Die Gruppe des Pörtschacher Marmors umfasst eine Reihe weiterer Steinbrüche. Der wichtigste Steinbruch, von dem die Hauptmasse dieses Marmors ist der Bruch bei den Weilern Pavor und Sekull nördlich des Nordufers des Wörthers Sees. Ein weiteres wichtiges Vorkommen ist der St. Veiter Marmor, auch Seebichl Marmor genannt, vom Typ Pörtschacher, der am Rande der Gurktaler Alpen liegt. Ein weiterer Bruch neben Seebichl bei Frauenstein befand sich in Kraig, genannt Kraiger Marmor.
Das südlich des Kulmberges befindliche Vorkommen wurde Mögracher Bruch genannt. In diesem Steinbruch wurde eine Inschrift aus dem 60. n. Chr. und ein antiker Setzhammer gefunden. Weitere Steinbrüche des Pörtschacher Marmors wurden südlich des Tauernwald am Rabenkogel bei Köstenberg und etwas westlich in Oberdorf (neben Köstenberg) genutzt, ferner auch zwei kleine Brüche in Laas und am Ostufer des Ossiacher Seetales in Steindorf-Tiffen und der Römer-Steinbruch von Tentschach, der bei der Gemeinde St. Peter am Bichl zwischen Glantal und Wörthersee liegt.
Im Gemeindegebiet Techelsberg am Wörther See befindet sich im Ortsteil Töschling ein weiterer Steinbruch, der von der Süd Autobahn deutlich zu sehen. Er ist für die Natursteingewinnung erschöpft.
Eine weitere Gruppe Marmor, die augenscheinlich dem Pörtschacher Marmor gleicht, kommt im Norden und Süden des Gurktales vor. Allein fünf verschiedene Sorten dieses Marmortyps wurden am Dom zu Gurk verbaut. Brüche befanden sich bei Struntzen, Pisweg, einem Ortsteil von Gurk, Sankt Philippen im Tale des Wimitzbaches und bei Haidenbach im Bezirk Gnesau.

## Gesteinsbeschreibung und Mineralogie
Pörtschacher Marmor ist hell-grünlich oder schwankt zwischen rosa und weiß und wird durch zarte rosafarbige und grünliche Bänder strukturiert. Die weiß-rot-grüne Färbung ist nicht scharf abgegrenzt, sondern verläuft hauchzart. Der Typ Pörtschacher Marmor ist feinkörnig und wird durch Epidot grün- und durch Hämatit rosagefärbt. Es gibt Lagen im Steinbruch, die gänzlich rosafarben sind, während für die Römersteine nur die weißen Lagen verwendet wurden. Der Sankt-Veit-Marmor bei Seebichl neigt zur Gelbfärbung, wenn er außen verbaut ist. Es gibt des Weiteren Verwitterungsprozesse, die am Grabmal von F.X. Wulfen (1806) in Klagenfurt, einem Obelisken, beobachtbar sind, denn die roten Streifen verblassen und die grünen sind grau geworden.

## Namensgebung
Dieser Marmor, der sich relativ leicht spalten ließ, wurde in kleinen Rohsteinblöcken abgebaut. Zum Einsatz kamen früher Pferdefuhrwerke, auf die jeweils 1.000 bis 1.200 kg Marmor (etwa knapp ½ Kubikmeter) verluden und zum Bahnhof nach Pörtschach brachten. Daher leitet sich der Name Pörtschacher Marmor, „so genannt nach der wichtigsten Verladestelle der Steinbrüche in Töschling, Pavor und Sekull usw.“ [ab]; „die alten Brüche in Pörtschach selbst sind ganz unbedeutend“.

## Anwendungen und Bauwerke
In der Zeit, als die Stadt Klagenfurt erbaut wurde, waren allein in Töschling 60 bis 70 Steinmetzen beschäftigt. Ebenso fanden sechs bis sieben Schmiede Arbeit für das Schärfen der Werkzeuge. Dieser Marmor wurde in Klagenfurt häufig verbaut, besonders im Lendhafen. Der italienische Architekt und Baumeister Domenico Venchiarutti verwendete den Marmor nicht nur beim Elisabeth-Steg, sondern auch bei verschiedenen anderen Bauwerken, die er entwarf.
Aus Pörtschacher Marmor wurden Haussockel, Fenster-, Türgewände, Bahnhöfe, Durchlässe der Bahnstrecke Klagenfurt-Velden, Denkmäler, Pflaster und ferner Grabsteine auf allen Kärntner Friedhöfen hergestellt. Kraiger Marmor wurde vermutlich für die Kirchenanlage in Kraig verbaut. Da sein Vorkommen erschöpft ist, erzielen Gegenstände aus Pörtschacher Marmor in Klagenfurt aus Seltenheitsgründen Liebhaberpreise. Ferner sind Mineralogen aus aller Welt an diesem Vorkommen interessiert. Der Abbau dieser Marmore wurde zwischen 1965 und 1970 beendet.
Nachfolgend kann in zwei hauptsächlich verwendete Sorten unterschieden werden.

### Pörtschacher Marmor
Einige Bauwerke aus der Gruppe der Pörtschacher Marmore, ohne Anspruch auf Vollständigkeit können genannt werden:
- Ebenthal in Kärnten: Alle Torgewände der Pfarrkirche
- Eisenkappel-Vellach: Pflaster der Pfarrkirche
- Friesach: Gerichtsgebäude und Postamt, Sockel des Stadtbrunnens (Mitte 16. Jahrhunderts)
- Kappel an der Drau: Kriegerdenkmal
- Klagenfurt: Ein Teil des Bürgersteigspflasters und Bordsteine, zahlreiche Tür- und Fenstergewände, Denkmäler
- Krumpendorf: Türeinfassungen
- Maria Wörth: Türumrahmungen an zahlreichen Häusern des Ortes
- Ossiach: Torbogen und Sockel an der Stiftskirche (vermutlich aus dem Seebichl-Steinbruch)
- Pörtschach: Bahnhof und ein Teil des Steinmauerwerks der Burgruine Leonstain
- Sankt Martin am Silberberg: Grabstein an der Pfarrkirche von Ludwig Rollstein zu Leonstein (1482), Kriegerdenkmal
- Velden: Bahnhof
- Viktring: Westportal an der Stiftskirche, Marienbrunnen im Stift
- Wien: Kunsthistorisches Museum

### Sankt-Veit-Marmor
Einige Beispiele für den Sankt-Veit-Marmor, die bekannt sind:
- Klagenfurt: Hotel Carintha, Kärntner Sparkasse, Rainerhof, Tabakfabrik, Landesgericht, Museum, Ackerbauschule, Gymnasium, Lehrerbildungsanstalt, Volksschule am Völkermarkter Ring, Bahnhof, Krankenhaus, Villen
- Krumpendorf: Steinarbeiten an mehreren Villen
- Pörtschach: Steinarbeiten an mehreren Villen
- Sankt Veit an der Glan: Pestsäule (1755), Bartele-Brunnen mit römischer Brunnschale mit einem Durchmesser von 2,80 Metern, der vermutlich vom Forum in Virunum stammt.
- Velden: Steinarbeiten an mehreren Villen
- Villach: Nationalbank, Bundesbahndirektion, Bordsteine an Bürgersteigen, Alter Bahnhof und am Völkermarkt Steinarbeiten an mehreren Gebäuden.